# Spermacoce sphaerostigma
Spermacoce sphaerostigma är en måreväxtart som först beskrevs av Achille Richard, och fick sitt nu gällande namn av Daniel Oliver. Spermacoce sphaerostigma ingår i släktet Spermacoce och familjen måreväxter. Inga underarter finns listade i Catalogue of Life.